# Beaumont-lès-Valence
Cet article concerne l'une des trois communes homonymes dans la Drôme. Pour les deux autres communes homonymes drômoises, voir Beaumont-en-Diois et Beaumont-Monteux. Pour les autres articles homonymes, voir Beaumont.
Beaumont-lès-Valence est une commune française située dans le département de la Drôme, en région Auvergne-Rhône-Alpes. La commune est située dans l'agglomération valentinoise.
La commune présente la particularité de posséder une église-temple ainsi que les restes d'anciennes fortifications bien conservées. Ses habitants sont dénommés les Beaumontois.

## Géographie

### Localisation
Rattachée à la communauté urbaine de Valence Romans Agglo, la commune de Beaumont-lès-Valence est limitrophe (au sud-est) de la ville de Valence, préfecture de la Drôme.

### Hydrographie
Le territoire communal est traversé par la Véore, un affluent en rive gauche du Rhône qui prend sa source sur la bordure occidentale du massif du Vercors, et à 584 m d'altitude, ainsi que par le ruisseau de l'Écoutay.

### Climat
Pour des articles plus généraux, voir Climat d'Auvergne-Rhône-Alpes et Climat de l'Eure.
En 2010, le climat de la commune est de type climat méditerranéen altéré, selon une étude du CNRS s'appuyant sur une série de données couvrant la période 1971-2000. En 2020, Météo-France publie une typologie des climats de la France métropolitaine dans laquelle la commune est dans une zone de transition entre le climat de montagne et le climat méditerranéen et est dans la région climatique  Moyenne vallée du Rhône, caractérisée par un bon ensoleillement en été (fraction d’insolation > 60 %), une forte amplitude thermique annuelle (4 à 20 °C), un air sec en toutes saisons, orageux en été, des vents forts (mistral), une pluviométrie élevée en automne (250 à 300 mm). 
Pour la période 1971-2000, la température annuelle moyenne est de 12,7 °C, avec une amplitude thermique annuelle de 17,9 °C. Le cumul annuel moyen de précipitations est de 848 mm, avec 7,1 jours de précipitations en janvier et 5,1 jours en juillet. Pour la période 1991-2020, la température moyenne annuelle observée sur la station météorologique de Météo-France la plus proche, sur la commune de Guillonville à 438 km à vol d'oiseau, est de 11,4 °C et le cumul annuel moyen de précipitations est de 617,9 mm,. Pour l'avenir, les paramètres climatiques de la commune estimés pour 2050 selon différents scénarios d'émission de gaz à effet de serre sont consultables sur un site dédié publié par Météo-France en novembre 2022.

### Voies de communication et transports
La commune est desservie par le réseau de bus Citéa.
- Citéa 25 Valence Gare Routière - (Ne dessert pas : Beaumont gare) - Montmeyran/le parc.
- Citéa 25C Valence Gare Routière - (Ne dessert pas : La tour, Les mottes, Foisonnet) - Montéléger - Montmeyran/le parc - Crest.

## Urbanisme

### Typologie
Au 1er janvier 2024, Beaumont-lès-Valence est catégorisée bourg rural, selon la nouvelle grille communale de densité à 7 niveaux définie par l'Insee en 2022.
Elle appartient à l'unité urbaine de Beaumont-lès-Valence, une agglomération intra-départementale dont elle est ville-centre,. Par ailleurs la commune fait partie de l'aire d'attraction de Valence, dont elle est une commune de la couronne,. Cette aire, qui regroupe 71 communes, est catégorisée dans les aires de 200 000 à moins de 700 000 habitants,.

### Occupation des sols
L'occupation des sols de la commune, telle qu'elle ressort de la base de données européenne d’occupation biophysique des sols Corine Land Cover (CLC), est marquée par l'importance des territoires agricoles (79,1 % en 2018), en diminution par rapport à 1990 (82,4 %). La répartition détaillée en 2018 est la suivante : 
terres arables (78,7 %), zones urbanisées (9,4 %), forêts (7,8 %), milieux à végétation arbustive et/ou herbacée (2,7 %), zones industrielles ou commerciales et réseaux de communication (1,1 %), cultures permanentes (0,4 %). L'évolution de l’occupation des sols de la commune et de ses infrastructures peut être observée sur les différentes représentations cartographiques du territoire : la carte de Cassini (XVIIIe siècle), la carte d'état-major (1820-1866) et les cartes ou photos aériennes de l'IGN pour la période actuelle (1950 à aujourd'hui).

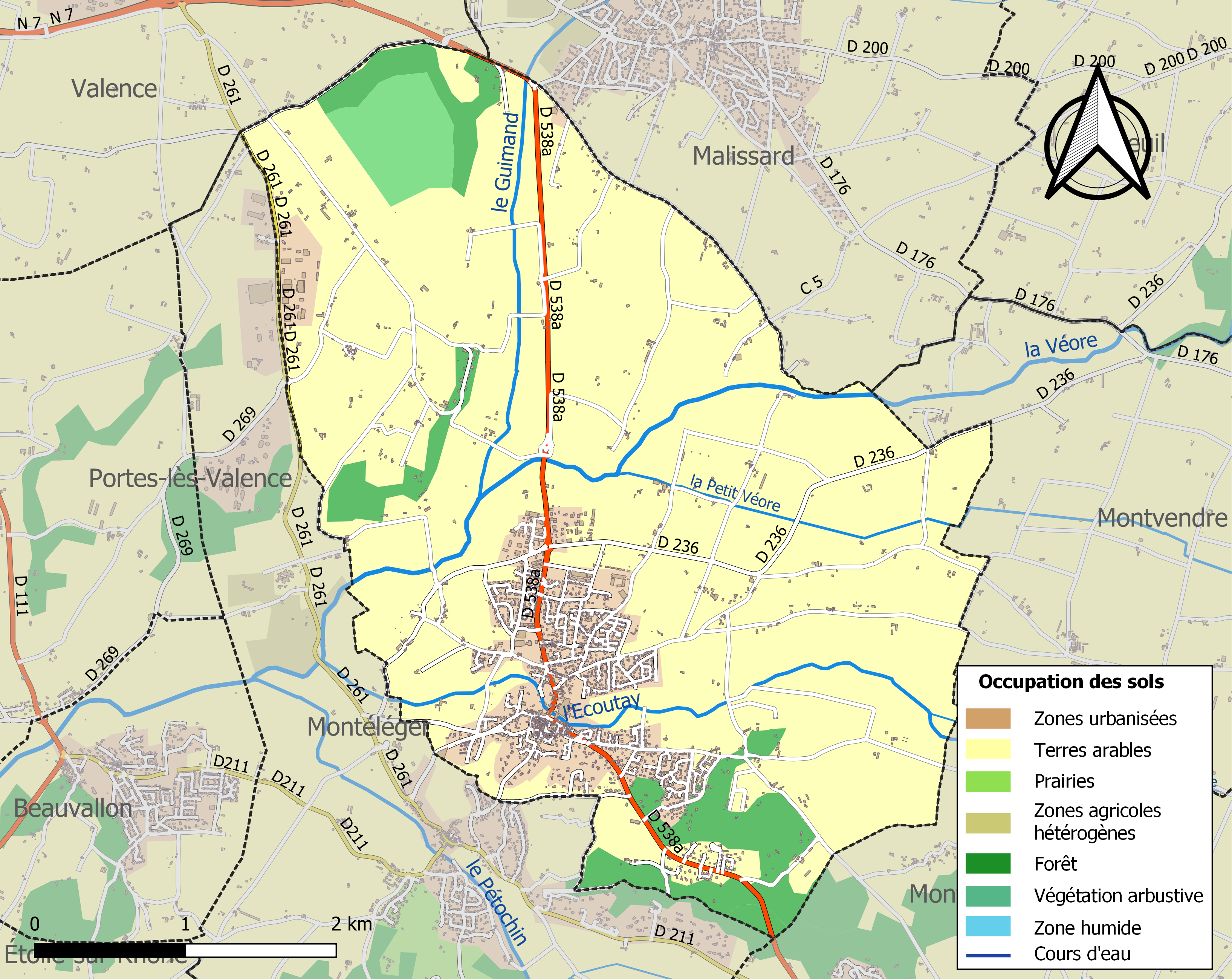
Carte des infrastructures et de l'occupation des sols de la commune en 2018 (CLC).

## Toponymie

### Attestations
Dictionnaire topographique du département de la Drôme :
- 1226 : villa Bellimontis (Columbi, De reb. episc. Valent. et Diens., 56 / archives de l'évêché de Valence et de Die ) ;
- 1397 : castrum Bellimontis (Ord. des rois de France, VIII, 136) ;
- XIVe siècle : mention du prieuré : prioratus Bellimontis (pouillé de Valence) ;
- 1483 : mention du prieuré : prioratus Beate Marie Bellimontis (terrier de Beaumont) ;
- 1584 : Beaulmont en Valentinoys (archives de la Drôme, E 2318) ;
- 1615 : mention du prieuré : Nostre Dame des Romeziers de Beaumont (rôle de décimes) ;
- 1891 : Beaumont-lès-Valence, commune du canton de Valence.

### Étymologie
Les « Beaumont » sont des toponymes signalant l'intérêt d'un mont par sa hauteur ou la protection qu'il peut apporter aux habitants du lieu[réf. nécessaire].
En français, la préposition lès signifie « près de ». D'usage ancien, elle n'est rencontrée que dans les toponymes : il faut donc comprendre « Beaumont près de Valence ».

## Histoire

### Antiquité: les Gallo-romains
IIe siècle : Restes d'une villa romaine au quartier de Laye / aucune inscription[réf. nécessaire].

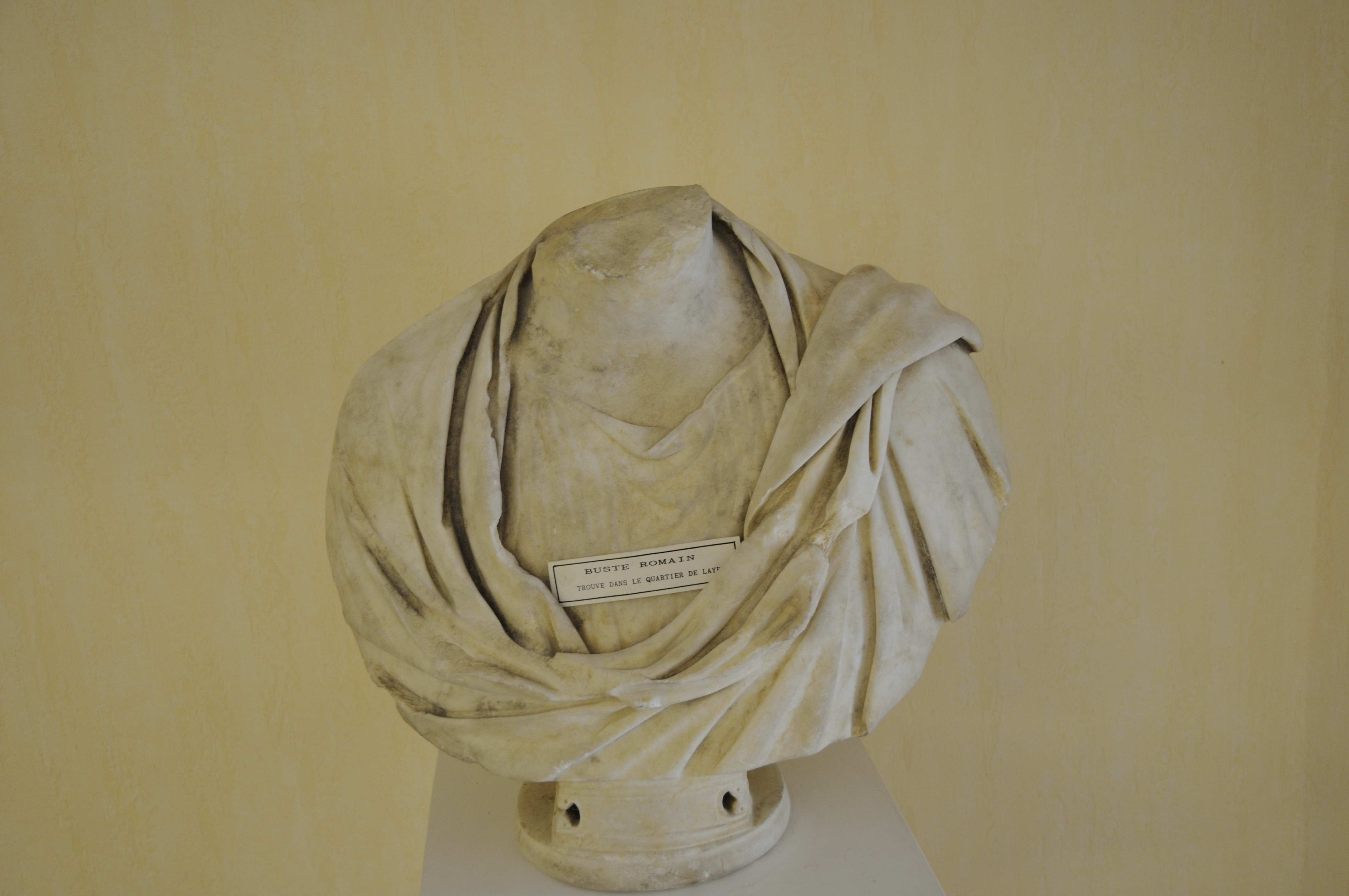
Buste romain, trouvé au quartier de Laye, en 1964

Domaine de Laye à l'ouest de la commune : site probable d'une villa romaine de grande importance (plus de 5 000 m2) :
- En 1885, plusieurs cercueils en pierre calcaire sont découverts, contenant un grand squelette, un plus petit et une boucle de ceinture en or. Trouvés également, des tuyaux de fontaine en plomb, des fragments de statue, monnaie et bagues[16].
- En 1964, un buste romain est trouvé au quartier de Laye[réf. nécessaire].
- En 1978, le club archéologique Crouzet (M. Guillorit) confirme cette occupation. Il est trouvé des sigillées claires et une statuette de Mercure en alliage cuivré[17].

### Du Moyen Âge à la Révolution
La seigneurie :
- Terre des Montvendre.
- 1183 : acquise par les évêques de Valence.
- 1226 : aliénée à Silvion de Crest.
- 1577 : vendue (sous faculté de rachat) aux Chastellier.
- 1607 : recouvrée par les évêques, derniers seigneurs.

1689 (démographie) : 180 familles.
1789 (démographie) : 253 chefs de famille.
Avant 1790, Beaumont-lès-Valence était une communauté de l'élection, subdélégation et bailliage de Valence, formant une paroisse du diocèse de Valence. Son église était celle d'un prieuré de l'ordre de Saint-Benoît et de la dépendance de l'abbaye de la Chaise-Dieu, en Auvergne, connu dès 1166, et dont le titulaire était décimateur à Beaumont et à Montéléger.

### De la Révolution à nos jours
Dès 1789, les communautés catholiques et protestantes revendiquent l'église pour l'exercice de leur culte. Les protestants n'avaient plus de temple depuis 1686[réf. nécessaire].
En 1790, Beaumont-lès-Valence est compris dans le canton d'Étoile. La réorganisation de l'an VIII (1799-1800) la fait entrer dans celui de Valence.
En février 1790, a lieu à Beaumont l'élection du premier maire : le pasteur protestant Jean Abraham Chiron. Le premier officier municipal est Antoine Ollivier, curé de la paroisse et partisan d'un œcuménisme d'avant-garde[réf. nécessaire].
Les catholiques jouissent de l'église entière jusqu'en 1792. Cette même année, le directoire de la Drôme accepte le partage à des heures différentes. En 1793, l'église devient temple de la raison au moment où Robespierre interdit les cultes. Elle servira de maison commune, c'est-à-dire de mairie jusqu'en 1802 où elle retrouve sa vocation première avec le rétablissement des cultes[réf. nécessaire].
- En 1804, une nouvelle demande de partage est faite. L'autorisation est donnée par décret du préfet en date du 17 thermidor an XIII (5 août 1805). Le mur de séparation est construit en 1806 afin de séparer la nef et le chœur. Le chœur reste l'église, la nef devient le temple[réf. nécessaire].
- Bien que classée monument historique depuis de nombreuses années, les travaux de restauration ne commencent qu'à partir de 1973 avec une première réfection du toit du clocher et la construction d'une terrasse à la place de la toiture[réf. nécessaire].
- En 1978, la démolition d'une maison attenante donne au monument un meilleur aspect.
- En 1992, s'achèvent les dernières restaurations tant du côté église que du côté temple (avec l'aide des Bâtiments de France)[réf. nécessaire].
- Depuis 1990, les deux communautés religieuses s'interrogeaient sur l'ouverture d'une porte dans le mur de séparation. La démolition du mur entre les deux piliers centraux fut commencée le 8 janvier 2008. Aujourd'hui, une belle porte constituée de quatre panneaux amovibles sur rails permet une large ouverture de 4,5 m de large et 6,5 m de haut. Elle permet aux deux communautés de jouir de l'ensemble de l'édifice. L'inauguration s'est déroulée le 25 avril 2008, suivie, le 27, par une célébration œcuménique, avec signature de la charte d'utilisation de cette ouverture[réf. nécessaire].

## Politique et administration

### Administration municipale
Le nombre d'habitants au dernier recensement étant compris entre 3 500 et 4 999, le nombre de membres du conseil municipal est de 27.
À la suite de l'élection municipale de 2014, le conseil municipal est composé de 7 adjoints et de 19 conseillers municipaux.

### Liste des maires
| Période                                  | Période | Identité              | Étiquette | Qualité                                         |
| ---------------------------------------- | ------- | --------------------- | --------- | ----------------------------------------------- |
| Les données manquantes sont à compléter. |         |                       |           |                                                 |
| 1790                                     | 1792    | Jean Abraham Chiron   |           |                                                 |
|                                          |         |                       |           |                                                 |
| 1817                                     | 1830    | François de Labareyre |           | Officier de cavalerie                           |
|                                          |         |                       |           |                                                 |
| 1870                                     | 1884    | Jean-Louis Janoyer    |           |                                                 |
| 1884                                     | 1925    | Alcide Chanas         |           | conseiller d'arrondissement (Canton de Valence) |
| 1925                                     | 1929    | Paul Coupier          |           |                                                 |
| 1929                                     | 1935    | Adrien Point          |           |                                                 |
| 1935                                     | 1944    | Eugéne Reynaud        |           |                                                 |
| 1944                                     | 1946    | Emile Brun            |           |                                                 |
| 1946                                     | 1953    | Louis Clot            |           |                                                 |
| 1953                                     | 1959    | Emile Brun            |           |                                                 |
| 1959                                     | 1974    | Charles Lombard       |           |                                                 |
| 1974                                     | 1983    | Venant Martin         | PS        |                                                 |
| 1983                                     | 2001    | Robert Klein          |           |                                                 |
| 2001                                     | 2008    | Bernard Curinier      | DVD       |                                                 |
| 2008                                     | 2014    | Jean-Michel Pomarel   | DVG       |                                                 |
| 2014                                     | 2020    | Patrick Prélon        |           |                                                 |
| 2020                                     | 2026    | Cyril Vallon          |           |                                                 |

### Jumelages
Beaumont est jumelée avec la commune suisse de Vétroz. Cette dernière est située dans le canton du Valais.

## Population et société

### Démographie
L'évolution du nombre d'habitants est connue à travers les recensements de la population effectués dans la commune depuis 1793. Pour les communes de moins de 10 000 habitants, une enquête de recensement portant sur toute la population est réalisée tous les cinq ans, les populations de référence des années intermédiaires étant quant à elles estimées par interpolation ou extrapolation. Pour la commune, le premier recensement exhaustif entrant dans le cadre du nouveau dispositif a été réalisé en 2005.

En 2022, la commune comptait 4 272 habitants, en évolution de +16,4 % par rapport à 2016 (Drôme : +2,64 %, France hors Mayotte : +2,11 %).
| 1793 | 1800 | 1806 | 1821  | 1831  | 1836  | 1841  | 1846  | 1851  |
| ---- | ---- | ---- | ----- | ----- | ----- | ----- | ----- | ----- |
| 907  | 956  | 910  | 1 133 | 1 200 | 1 247 | 1 248 | 1 338 | 1 359 |

| 1856  | 1861  | 1866  | 1872  | 1876  | 1881  | 1886  | 1891  | 1896  |
| ----- | ----- | ----- | ----- | ----- | ----- | ----- | ----- | ----- |
| 1 414 | 1 468 | 1 338 | 1 370 | 1 315 | 1 240 | 1 229 | 1 135 | 1 194 |

| 1901  | 1906  | 1911  | 1921  | 1926  | 1931  | 1936  | 1946  | 1954  |
| ----- | ----- | ----- | ----- | ----- | ----- | ----- | ----- | ----- |
| 1 171 | 1 206 | 1 170 | 1 083 | 1 121 | 1 152 | 1 040 | 1 047 | 1 120 |

| 1962  | 1968  | 1975  | 1982  | 1990  | 1999  | 2005  | 2006  | 2010  |
| ----- | ----- | ----- | ----- | ----- | ----- | ----- | ----- | ----- |
| 1 252 | 1 333 | 1 873 | 2 667 | 3 117 | 3 679 | 3 736 | 3 755 | 3 796 |

| 2015  | 2020  | 2022  | - | - | - | - | - | - |
| ----- | ----- | ----- | - | - | - | - | - | - |
| 3 621 | 4 154 | 4 272 | - | - | - | - | - | - |

### Enseignement
La commune est rattachée à l'académie de Grenoble.

### Manifestations culturelles et festivités
- Corso : dimanche de Pâques[23]. Il s'agit de la Fête des bouviers et des laboureurs de la Drôme.

### Loisirs
Il y a l’écurie de la veore a 2 min en voiture du centre ville

### Médias
Le territoire de la commune se situe dans l'aire de diffusion de plusieurs médias :
- Presse écrite
  - Le Dauphiné libéré, quotidien régional qui consacre, chaque jour, y compris le dimanche, dans son édition de « Romans et Drôme des collines » un ou plusieurs articles à l'actualité du canton et de la commune, ainsi que des informations sur les éventuelles manifestations locales, les travaux routiers, et autres événements divers à caractère local.
  - L'Agriculture Drômoise, journal d'informations agricoles et rurales, couvre l'ensemble du département de la Drôme.
  - Drôme Hebdo (ancien Peuple Libre), hebdomadaire chrétien d'informations.
- Presse audio-visuelle
  - Ici Drôme Ardèche est une radio publique diffusée sur tout le territoire du département de la Drome.

### Cultes
La commune a la particularité de posséder une église-temple.
Les cultes catholique et protestant se sont partagé l'église-temple. Le culte catholique se pratique dans le chœur ; le culte protestant dans une nef. Abritant à la fois les catholiques et les protestants sous le même toit, le bâtiment est à ce jour un monument exceptionnel dans la région.
La communauté catholique est rattachée à la Paroisse Saint Martin de la Plaine de Valence (communauté des portes du Vercors), elle même rattachée au diocèse de Valence.

## Économie
En 1992 : céréales, vergers, vignes, ovins, porcins / coopérative agricole / ferronnerie.

## Culture locale et patrimoine

### Lieux et monuments
- Porte fortifiée du XIVe siècle (inscrite IMH) avec tour-horloge et campanile[23].
- Centre ancien : tourelle Renaissance[23].
- Les remparts (commencés en 1336) : la tour reste le seul vestige visible aujourd'hui. À l'origine, elle constituait la porte d'accès au village. Elle était doublée d'une palissade en bois qui assurait un premier système défensif, alors que l'Écoutay (ruisseau se jetant dans la Véore, dont le débit était beaucoup plus important et ses crues très dévastatrices) longeait les ouvrages militaires[réf. nécessaire].
  - Pendant la période révolutionnaire, la tour devient une « mairie » occasionnelle et la salle du premier étage est aménagée en salle des archives. Par délibération municipale du 30 novembre 1860, sa démolition est votée à l'unanimité, mais les villageois s'élèvent contre cette décision[réf. nécessaire].
- Église simultanée (classement par arrêté du 22 septembre 1914 au titre des monuments historiques[27]) : 
  - Ancienne église construite par les bénédictins de l'abbaye de la Chaise-Dieu au XIe siècle[24] (ou ancien prieuré du XIIe siècle : trois nefs, chapiteaux[23]).
  - Dès la réforme, l'église est utilisée pour le culte protestant, mais les guerres de Religion sont à l'origine des différentes mutilations et transformations de l'église, très souvent laissée à l'abandon.
  - Le bâtiment est mis à sac et pillé trois années consécutives de 1559 à 1561. Le 25 avril 1562, le baron des Adrets et ses troupes ravagent l'église et l'incendient. Elle demeure 36 ans sans toiture[28].
  - À la suite de la promulgation de l'Édit de Nantes, dès 1598, une première restauration sommaire de la toiture est réalisée[28]. Les protestants construisent un nouveau temple (qui sera détruit lors de la révocation du même édit de Nantes)[24].
  - En 1603, le clocher est restauré. La toiture, posée en 1598, s'effondre à nouveau en 1665[28].
  - En 1731, Alexandre Milon de Mesme, évêque de Valence et seigneur de Beaumont, ordonne sa reconstruction à l'occasion d'une visite pastorale. L'église se trouve dans un état très proche de la ruine. Un lambris est posé sur la moitié ouest pour remplacer les voûtes effondrées. On relève un pilier et une partie des voûtes dans la moitié est (plus tard, cette différence d'architecture sera utilisée pour la séparation entre la partie catholique et la partie protestante). Cette importante restauration de 1748 donne à l'église son aspect actuel[28].

Quelques photos des monuments de Beaumont-les-Valence
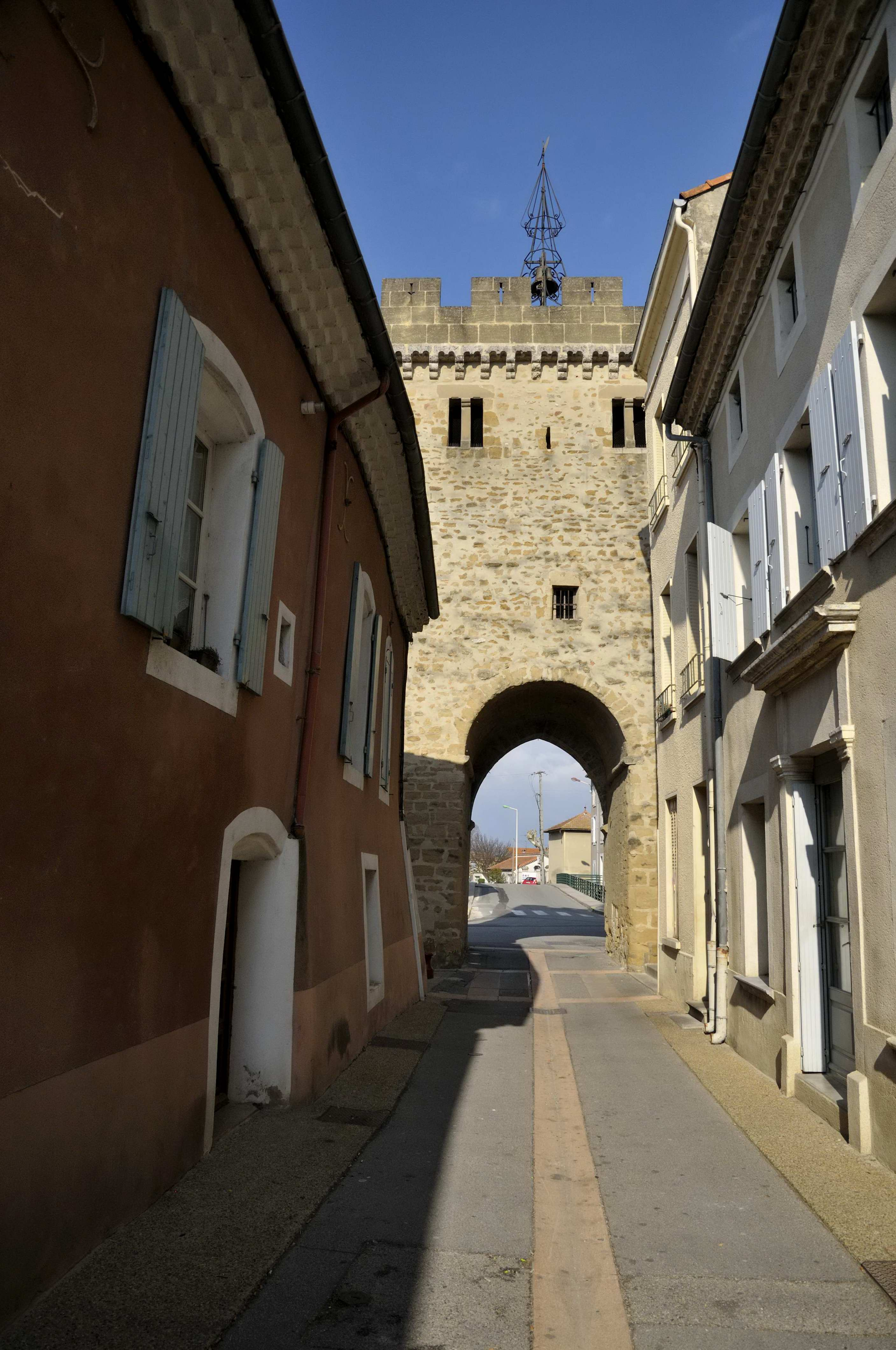
Porte fortifiée.
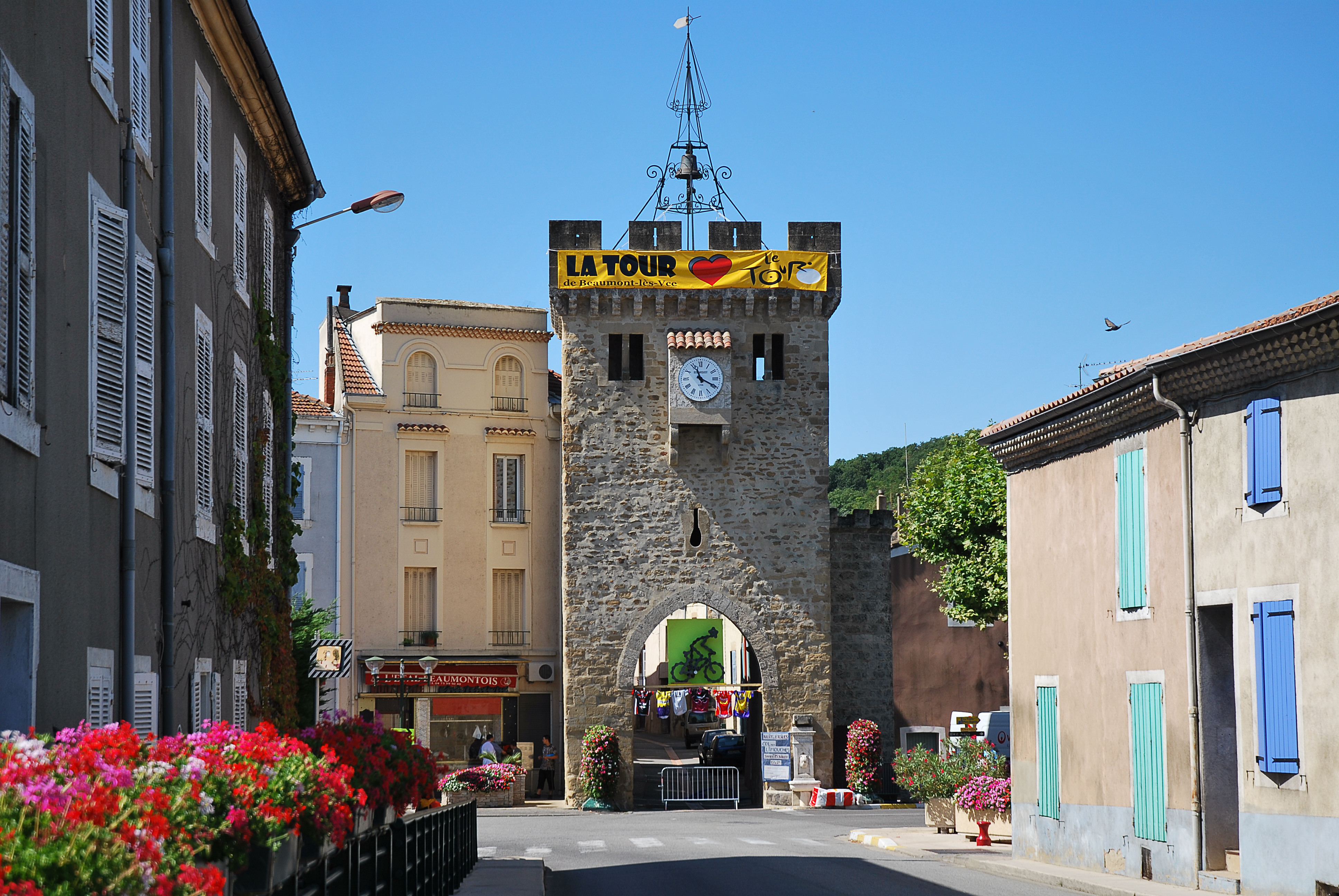
La tour.
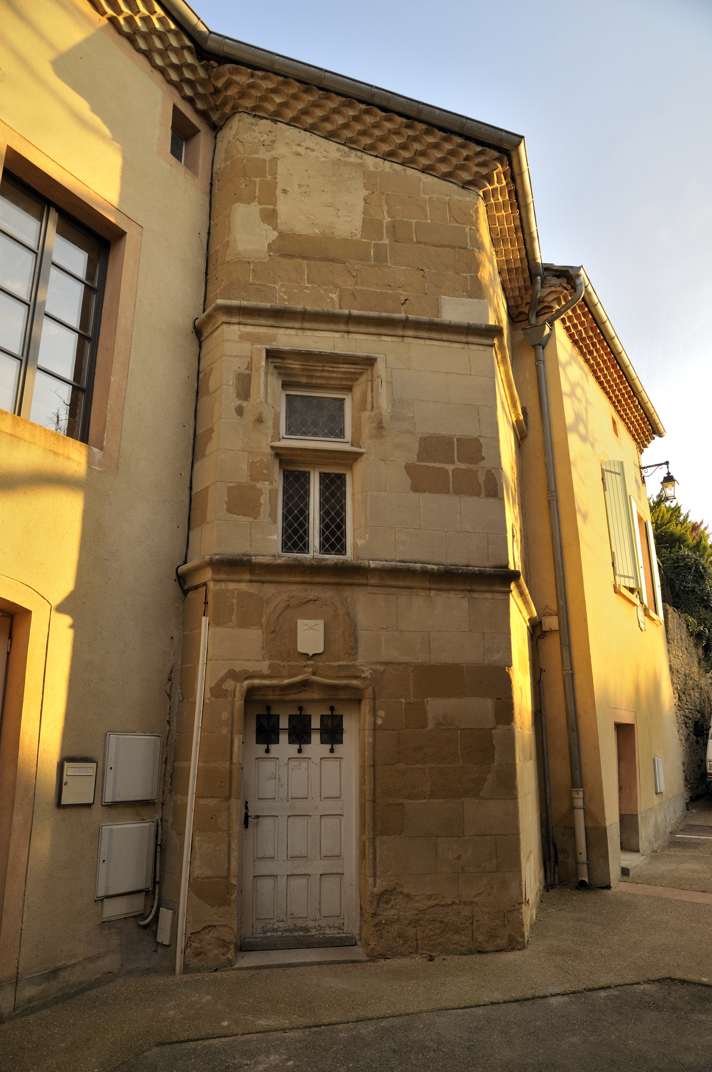
Vieille maison à Beaumont-lès-Valence, rue de l'Évêché.
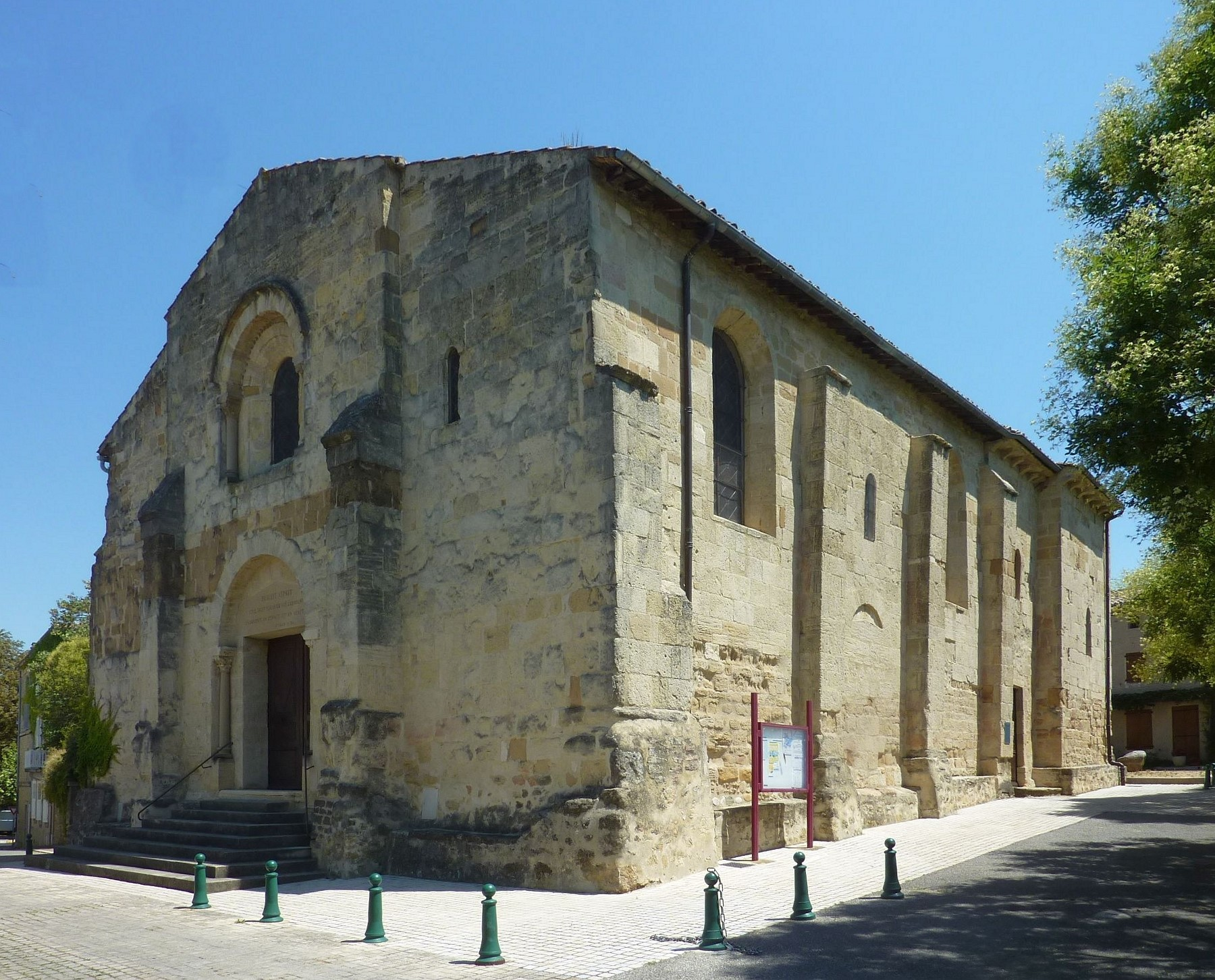
Église-temple de Beaumont-lès-Valence.
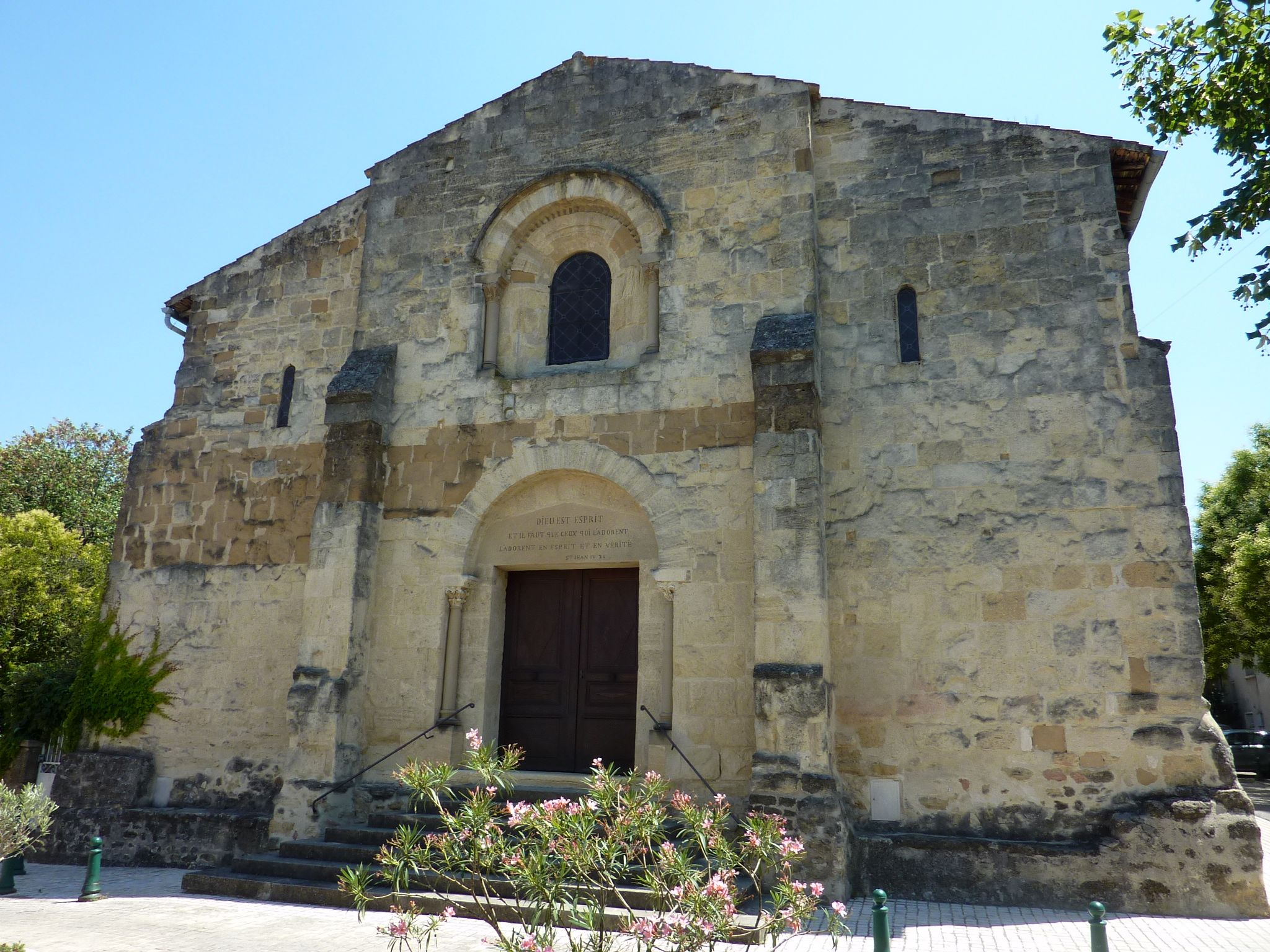
Porche du temple.
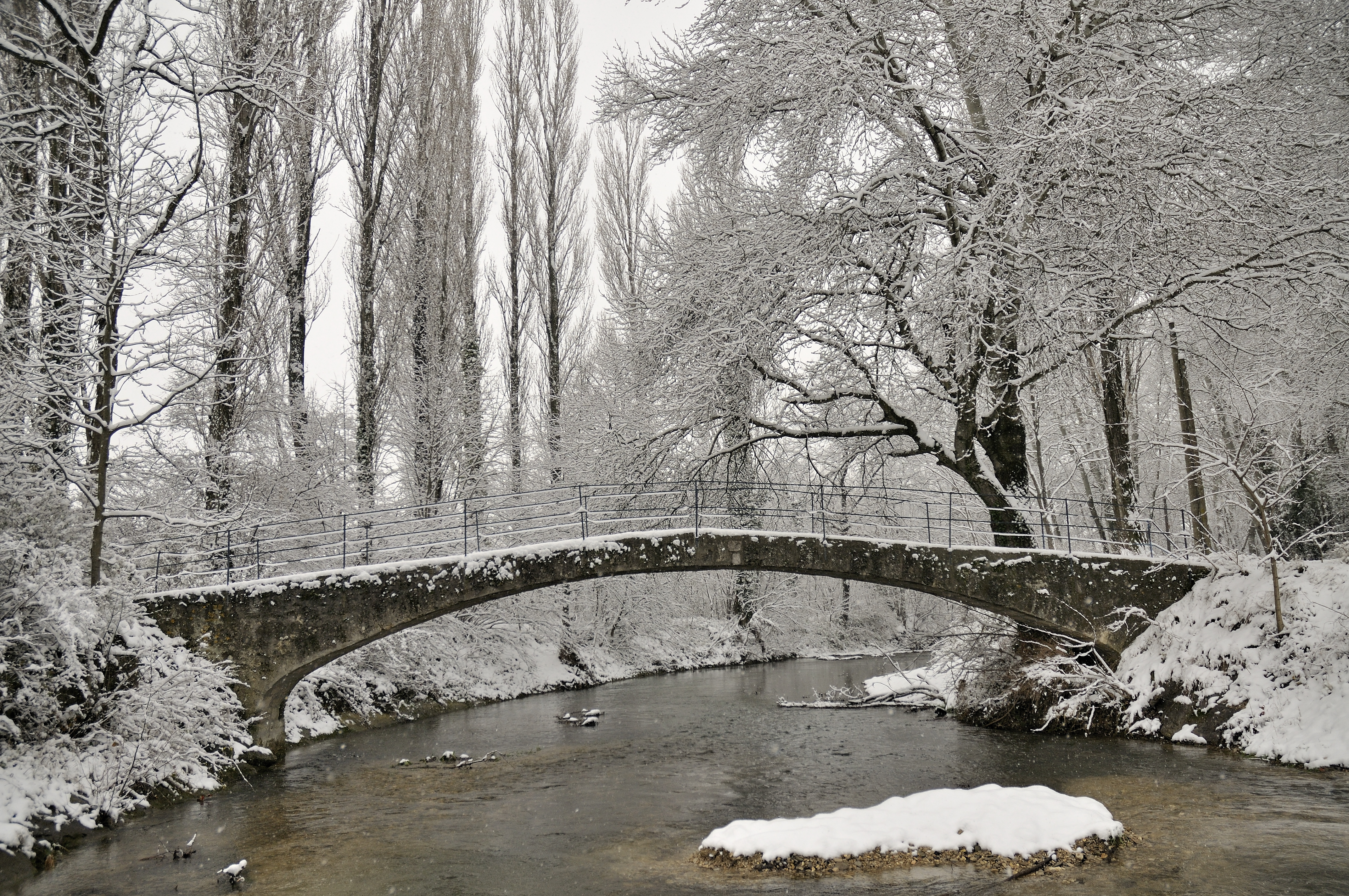
Pont sur la Véore à Beaumont-lès-Valence.
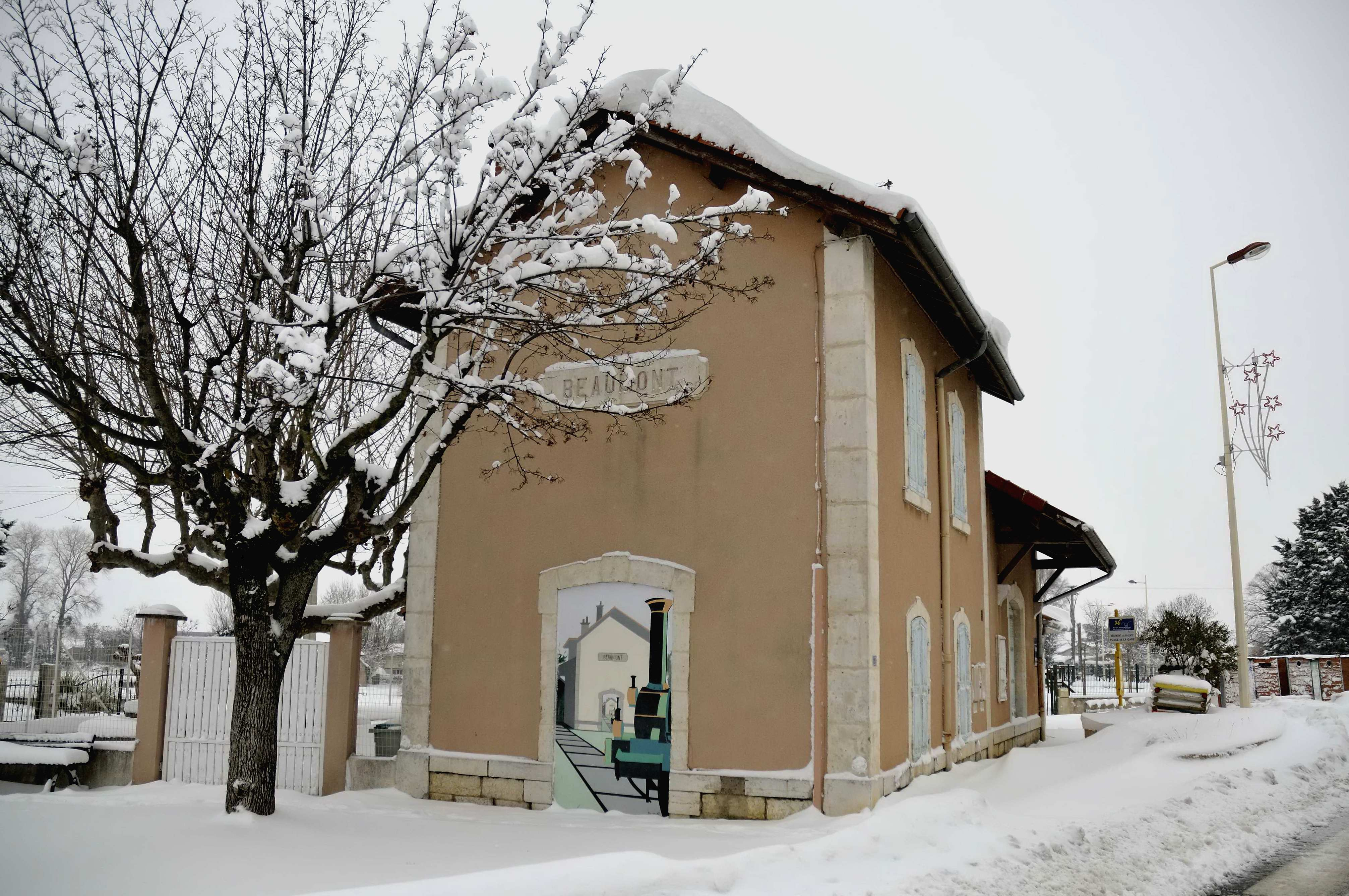
Ancienne gare, le 9 janvier 2010.

### Personnalités liées à la commune
- Paul Jouvet (1882-1981) : peintre[réf. nécessaire].
- Adrien Borel (1886-1966) : psychiatre et psychanalyste, élève de Freud[réf. nécessaire].
- François Kiène : artiste-sculpteur sur fer ayant son atelier à Beaumont-lès-Valence[29].
- Jean-Michel Peretti (né en 1951) : artiste-peintre ayant son atelier à Beaumont-lès-Valence.
- Georges Meurdra (né en 1960) : artiste-sculpteur sur métal ayant son atelier à Beaumont-lès-Valence.
- Sébastien Chabal (né en 1977) : joueur de rugby à XV. Il a grandi à Beaumont-lès-Valence.

### Héraldique, logotype et devise
|  | Beaumont-lès-Valence possède des armoiries dont l'origine et le blasonnement exact ne sont pas disponibles. |